# Антонов, Дмитрий Константинович (кинорежиссёр)
Дмитрий Константинович Антонов (23 сентября 1911 — ?) — советский режиссёр научно-популярного кино, сценарист и мультипликатор. Заслуженный деятель искусств РСФСР (1983).

## Биография
В кино с 1931 года, работал сначала как художник-мультипликатор. В 1933—1936 годах — режиссёр-мультипликатор («Рукописи Пушкина», 1937).
В 1935—1936 годах учился в Институте повышения квалификации творческих работников кинематографии при ВГИКе (Москва), окончил 2 курса.
С 1938 г. — режиссёр киностудии «МосТехФильм». Первый снятый им научно-популярный фильм — учебный — «Двигатель» (Урок № 12) Архивная копия от 15 марта 2016 на Wayback Machine.
После войны 1941—1945 гг. карьера начиналась сначала: работал театральным художником. В 1953—1955 гг. — снова работал как режиссёр-мультипликатор. С 1955 года — режиссёр киностудии «Моснаучфильм» (назв. с 1945 г.; с 1967 — «ЦентрНаучФильм», с 2004 — «Центр национального фильма»).
В 1955—1961 участник (режиссёр) съёмок секретных фильмов о ядерных взрывах и космических испытаниях.
Фильмы Антонова отмечены многими международными премиями. В числе награждённых — фильм «Неуязвимые под лучами» (1967), получивший главный приз международного фестиваля.
Д. К. Антонов проявил себя и в качестве сценариста: по своим сценариям создал ряд научно-популярных и документальных фильмов.

## Избранная фильмография

### Режиссёр
- Фильм №1067: «Шахтная позиция ракеты Р-16 (8К64У)» (между 1960 и 1965),
- «Рукописи Пушкина» (1961),
- «Голоса Вселенной» (1961),
- «Прометеи нового века» (1962),
- «Плазма позирует» (1965),
- «В космосе «Восход»» (1965),
- «Неуязвимые под лучами» (1967),
- «Как там, среди звёзд?» (1967),
- «Проблема века» (1968),
- «От Коперника до „Коперника“» (1973),
- «Голос далёких миров» (1977),
- «30 миллионов градусов в тени» (1978),
- «Неземная хроника» (1980).

### Режиссёр-мультипликатор
- «Рукописи Пушкина» (1936),
- «Первая в мире» (1955),
- «Атомный ледокол „Ленин“» (1958).

### Сценарист
- «Пулемет „Максим“» (1941),
- «Знакомьтесь наш друг — мирный атом» (1958), посвященный ОИЯИ. Режиссёры: Д. К. Антонов, Д. А. Боголепов,
- «Термоядерные исследования в СССР» (1958),
- «Атом помогает нам» (1959),
- «Цепные реакции» (1960),
- «Радиоастрономия» (1961),
- «Термоядерные установки» (1964),
- «Оптические квантовые генераторы — лазеры» (1966),
- «Неуязвимые под лучами» (1967).[2]